# Нижняя Салда (муниципальный округ)
Городской округ Ни́жняя Салда́ — муниципальное образование в Свердловской области России. Относится к Горнозаводскому управленческому округу. Административный центр — город Нижняя Салда.
С точки зрения административно-территориального устройства области, городской округ находится в границах административно-территориальной единицы «город Нижняя Салда» (соответствует категории города областного подчинения).
С 1 января 2025 года имеет статус муниципального округа.

## География
Городской округ Нижняя Салда расположен в центральной части Свердловской области, на северо-востоке Горнозаводского округа в её составе. Территориально городскому округу полностью соответствует административно-территориальная единица «город Нижняя Салда». Общая площадь городского округа Нижняя Салда — 590,8 км², что составляет приблизительно 0,3 % от общей площади Свердловской области.
Городской округ Нижняя Салда, которому соответствует административно-территориальная единица «город Нижняя Салда», граничит:
- на юго-западе, западе и северо-западе — с Верхнесалдинским городским округом, которому соответствует Верхнесалдинский район (наиболее протяжённая граница),
- на северо-востоке — с Махнёвским муниципальным образованием, которое создано в северной части Алапаевского района (наименее протяжённая граница),
- на востоке и юго-востоке — с муниципальным образованием Алапаевским, которое создано в южной части Алапаевского района.

Окружной центр — город Нижняя Салда — находится на западе муниципального образования. Из города ведут автодороги на соседние Верхнюю Салду (на запад) и Верхнюю Синячиху (на восток). Дорога в сторону Верхней Синячихи соединяет Нижнюю Салду с селом Акинфиевым. От данной дороги также есть ответвление на посёлки Шайтанский Рудник и Встреча. На село Медведево, располоденное на севере городского округа, от города ведёт тупиковая дорога. Кроме того, из Нижней Салды на север пролегает дорога в населённые пункты северной части соседнего Верхнесалдинского городского округа. Также через город Нижнюю Салду и городской округ проходит участок Нижний Тагил — Алапаевск Свердловской железной дороги, на котором в пределах округа расположены:
- станция Моховой (в одноимённом урочище — бывшем посёлке),
- остановочный пункт 54 км (в городе),
- станция Нижняя Салда (в городе),
- остановочный пункт Встреча (в одноимённом посёлке).

От Мохового на север уходит ветка до станции Перегрузочной, расположенной в Верхнесалдинском городском округе.
С физико-географической точки зрения, городской округ Нижняя Салда находится к востоку от Уральских гор, в местности перехода от горно-холмистого рельефа Среднего Урала к равнинному зауральскому, в подзоне южной тайги.
Городской округ лежит в нижнем течении реки Салды, которая на севере окружных земель впадает справа в Тагил. Тагил является естественной северной границей городского округа Нижняя Салда, в пределах которого он принимает ещё несколько притоков, например, реку Талицу.
В юго-западной части городского округа Салда зарегулирована — на ней образован достаточно вытянутый Нижнесалдинский пруд, в который впадает несколько рек: Ломовка, Дикуша, Нелобка, Третья и другие.
Далее река Салда, начиная от города Нижней Салды, течёт вдоль северо-западной границы городского округа преимущественно в северо-восточном направлении и принимает множество притоков(от верхнего течения к нижнему):
- Кривуша (левый приток),
- Шайтанка (правый приток),
- Бобровка (левый приток),
- 2-я Сатюкова (левый приток),
- Бельная (левый приток),
- Путишная (правый приток),
- Кедровая (правый приток),
- Луковая (правый приток),
- Оследная (правый приток),
- Кулымка (правый приток)

и другие реки и ручьи.
Река Шайтанка, начавшись за пределами городского округа Нижняя Салда, протекает в южной его части преимущественно с востоко-юго-востока на западо-северо-запад. Длина реки — 24 км. Она принимает несколько притоков, среди которых выделяются (от верхнего течения к нижнему):
- Никитиха (левый приток),
- Солоник (правый приток),
- ручей Крутой (левый приток)[7].

Река Луковая протекает в лесистой средней части городского округа с юго-юго-востока на северо-северо-запад. Длина реки — 17 км. В неё впадают реки (от верхнего течения к нижнему):
- Юрка (левый приток),
- Мостовая (левый приток),
- Токовая (левый приток),
- Боровушка (правый приток)

и другие.
В городском округе Нижняя Салда есть множество болот, самое крупное из которых — Солоничное. Отсюда начинаются реки Солоник и Юрка. Болото расположено к западу от села Акинфиева.

## История
13 мая 1993 года город Нижняя Салда, подчинённые ему сельские населённые пункты и Акинфиевский и Медведевский сельсоветы были выделены из состава Верхнесалдинского района и образовали административно-территориальную единицу город областного подчинения.
14 апреля 1996 года по итогам местного референдума было создано муниципальное образование город Нижняя Салда, в которое вошли город Нижняя Салда и территории, подчинённые городской администрации. 10 ноября 1996 года муниципальное образование было включено в областной реестр.
С 31 декабря 2004 года город Нижняя Салда был наделён статусом городского округа.
С 1 января 2006 года муниципальное образование город Нижняя Салда было переименовано в городской округ Нижняя Салда.

## Население
| 2002    | 2009    | 2010    | 2011    | 2012    | 2013    | 2014    | 2015    |
| ------- | ------- | ------- | ------- | ------- | ------- | ------- | ------- |
| 18 503  | ↘18 330 | ↘17 939 | ↘17 913 | ↘17 759 | ↘17 657 | ↘17 579 | ↗17 656 |
| 2016    | 2017    | 2018    | 2019    | 2020    | 2021    | 2023    |         |
| ↗17 670 | ↗17 672 | ↘17 663 | ↘17 627 | ↘17 605 | ↘16 673 | ↘16 403 |         |

## Состав
В состав муниципального образования (городского округа) и административно-территориальной единицы (города) входят 5 населённых пунктов. До 1 октября 2017 года на уровне административно-территориального устройства сельские населённые пункты делились на сельсоветы и сельские населённые пункты, непосредственно входящие в город.

### Административно-территориальное устройство до 1.10.2017
| №        | ТЕ / АТЕ           | Состав                             | Упразднённые после 1991 н.п. |
| -------- | ------------------ | ---------------------------------- | ---------------------------- |
| 1        | город Нижняя Салда | Нижняя Салда                       |                              |
| 2        | с.н.п.             | посёлки Встреча, Шайтанский Рудник | посёлок Моховой              |
| 2.000001 | сельсоветы         |                                    |                              |
| 3        | Акинфиевский       | село Акинфиево                     |                              |
| 4        | Медведевский       | село Медведево                     |                              |

### Населённые пункты
| № | Населённый пункт  | Тип               | Население |
| - | ----------------- | ----------------- | --------- |
| 1 | Акинфиево         | село              | ↘219      |
| 2 | Встреча           | посёлок           | →0        |
| 3 | Медведево         | село              | ↘90       |
| 4 | Нижняя Салда      | город, адм. центр | ↘16 233   |
| 5 | Шайтанский Рудник | посёлок           | ↘11       |

### Упразднённые населённые пункты
В 2015 году упразднён посёлок Моховой (находившийся в непосредственном подчинении Нижней Салды).
В 2025 году упразднен поселок Шайтанский Рудник.